# Myosorex rumpii
Myosorex rumpii és una espècie de mamífer de la família de les musaranyes (Soricidae) endèmic dels monts Rumpi al Camerun. És classificada com a espècie en perill crític a causa de la pèrdua d'hàbitat i la seva distribució reduïda.